# Schrecken der Division
Schrecken der Division (Originaltitel: Jumping Jacks) ist eine US-amerikanische Filmkomödie des Regisseurs Norman Taurog aus dem Jahr 1952, basierend auf einer Erzählung von Brian Marlow. Die Erstaufführung in Deutschland fand am 17. April 1970 statt.

## Handlung
Der Fallschirmjäger Chick Allen ist ein ehemaliger Nachtclub-Entertainer. Sein Partner Hap Smith, als militäruntauglich zurückgestellt, ist nach Chicks Einberufung beim Nachtclub geblieben und tritt nun mit Betty Carter auf. Chick lädt seinen Freund ein, mit ihm und anderen Kameraden eine Show zu inszenieren. General Timmons, der mit der Qualität der früheren Shows unzufrieden ist, befürchtet, dass diese Show ebenso ein Desaster wird, weil Hap mitwirken soll. Er droht, beide rauszuschmeissen, sollte die Show nicht seinen Erwartungen entsprechen.
Bei einer Probeaufführung ist der General von der Darstellung Haps so begeistert, dass er die Show auf Tournee schickt. Sie sollen andere Militärcamps besuchen und dort ebenso auftreten. Da Hap kein aktiver Soldat mehr ist, befürchten Chick und seine Kameraden rechtliche Probleme. Sie geben Hap als Private Dolan aus. Der echte Dolan taucht unter.
Der tollpatschige Hap erleidet das Fallschirmjäger-Training, um wie ein echter Soldat wirken zu können. Doch jeder Unfall, den Hap erleidet, wendet sich zum Guten, so dass der Trainingsleiter, Sergeant McClusky, ihn loben muss. Der unglückliche Hap versucht indessen, ins Zivilleben zurückzukehren und das Militärcamp zu verlassen. Doch Chick kann Haps Flucht verhindern.
Einen Fluchtversuch macht Hap während eines Manövers. Dabei zerstört er versehentlich eine Brücke und nimmt den „feindlichen“ General gefangen. Dabei wird seine wahre Identität als Zivilist aufgedeckt. Doch Hap wird als Fallschirmjäger vereidigt und als Held gefeiert.

## Kritiken
„Grotesk-Komödie, ganz zugeschnitten auf die Gegensätzlichkeiten des eingespielten Duos Lewis/Martin; einige zündende Gags entschädigen aber nicht für das Übermaß an Klamauk.“

„Eine derbe Komödie mit einem Feuerwerk an schrägen Nummern, zumal sich hier die beiden langjährigen Partner Jerry Lewis und Dean Martin in bester Spiellaune präsentieren.“

„Die Einordnung in militärische Zucht und Ordnung bietet Gelegenheit für gelungene Angriffe auf stures Soldatentum und Kriegsspiel. Unterhaltend ab 12.“

## Hintergrund
- Paramount veranschlagte ein Budget von 4 Millionen US-Dollar.[4]
- Gedreht wurde der Film in Fort Benning, Georgia.
- Für Jerry Lewis war es der siebte Kinofilm, sein Kinodebüt gab er 1949. Von den bislang sechs Kinofilmen, die er bisher gemacht hatte, spielte Lewis fünfmal an der Seite seines Partners Dean Martin (Golden Globe 1967), mit dem er schon seit 1946 zusammenarbeitete. Bis 1956 machten sie 17 Filme.
- Regisseur Taurog (Oscar 1931) drehte nach diesem Film noch fünf weitere Martin-und-Lewis-Filme, dazu noch zwei Filme nur mit Lewis.
- Preisgekrönte Mitarbeiter am Set waren: Kostüm-Designerin Edith Head (Oscars 1950, zweimal 1951, 1952 – hinzu kamen später Oscars 1954, 1955, 1961, 1974); Set-Decorator Sam Comer (Oscars 1946, zweimal 1951, ein weiterer 1956); dessen Kollege Emile Kuri (Oscar 1950, ein weiterer 1955); Spezial-Effekt-Designer Farciot Edouard (Oscar 1942, 1943, dazu Ehren-Oscar 1939 und Spezial-Oscars 1938, 1940, zweimal 1944, 1948, zweimal 1956); sowie dessen Kollege Gordon Jennings (Oscars 1942, 1943, Ehren-Oscar 1939, Spezial-Oscars 1945, 1952).
- Einige der Film-Mitarbeiter wurden später mit Preisen geehrt: Kameramann Fapp mit dem Oscar 1962, Art-Director Henry Bumstead mit dem Oscar 1963 und 1974; dessen Kollege Hal Pereira mit dem Oscar 1956; der im Abspann unerwähnte Kameramann der Second Unit Loyal Giggs mit dem Oscar 1954.